# NGC 2015
NGC 2015 је расејано звездано јато у сазвежђу Златна риба које се налази на NGC листи објеката дубоког неба.
Деклинација објекта је - 69° 14' 36" а ректасцензија 5h 32m 6,0s. Привидна величина (магнитуда) објекта NGC 2015 износи 9,0. NGC 2015 је још познат и под ознакама ESO 56-SC147.